# M61 Vulcan
M61 Vulcan je ameriški 6-cevni 20 mm Gatlingov (rotirajoči) top. Največja hitrost streljanja (kadenca) je okrog 6000 nabojev/minuto. M61 je že več kot 50 let primarni top ameriških vojaških letal. Sprva ga je proizvajal General Electric, trenutno pa General Dynamics.

## Galerija
- M61 Vulcan
- M61 naboji
- Razstavni primerek M61
- M61 Vulcan nameščen na Lockheed AC-130.
- JM61R-MS na krovu JS Hatsushima (MSC-606) na JMSDF.